# Herschel Greer Stadium
Herschel Greer Stadium – wielofunkcyjny stadion znajdujący się w Nashville, w stanie Tennessee. Używany do rozgrywania meczów baseballowych i softballowych. Otwarty w 1978 roku stadion został nazwany imieniem Herschel Lynn Greer, znanego biznesmena z Nashville i pierwszego prezydenta Nashville Vols – drużyny z Minor League Baseball.